# Dieter Giebken
Dieter Giebken (Münster, 9 de diciembre de 1959) es un deportista alemán que compitió para la RFA en ciclismo en la modalidad de pista, especialista en las pruebas de keirin y tándem.
Ganó seis medallas en el Campeonato Mundial de Ciclismo en Pista entre los años 1979 y 1986.

## Medallero internacional
| Campeonato Mundial | Campeonato Mundial                | Campeonato Mundial | Campeonato Mundial |
| Año                | Lugar                             | Medalla            | Competición        |
| ------------------ | --------------------------------- | ------------------ | ------------------ |
| 1979               | Ámsterdam (Países Bajos)          | Medalla de plata   | Tándem (A)         |
| 1981               | Brno (Checoslovaquia)             | Medalla de plata   | Tándem (A)         |
| 1982               | Leicester (Reino Unido)           | Medalla de plata   | Tándem (A)         |
| 1983               | Zúrich (Suiza)                    | Medalla de bronce  | Tándem (A)         |
| 1985               | Bassano (Italia)                  | Medalla de bronce  | Keirin (P)         |
| 1986               | Colorado Springs (Estados Unidos) | Medalla de plata   | Keirin (P)         |